# Gangnam-gu
Gangnam-gu, también conocido como Gangnam, es uno de los 25 distritos (gu) de Seúl, Corea del Sur. Situada al sureste de Seúl, es una de las zonas más concurridas de la ciudad, en la que se encuentran numerosos centros comerciales y de entretenimiento como Apgujeong, el COEX Mall y la zona alrededor de la estación de Gangnam. También se encuentra en este distrito el área de negocios de Teheranno (calle de Tehran) y el complejo COEX-KWTC.
Gangnam significa literalmente "Sur del Río" (Han).
En el censo de 2010, el distrito era cuarto más poblado de Seúl, con una población de 527.641 habitantes,[1] y el tercero más extenso, con una superficie de 39,5 km².

## Divisiones administrativas
| Gangnam está dividido en 26 dong. \| - Apgujeong 1-dong - Apgujeong 2-dong - Cheongdam 1-dong - Cheongdam 2-dong - Daechi 1-dong - Daechi 2-dong - Daechi 3-dong - Daechi 4-dong - Dogok 1-dong - Dogok 2-dong - Gaepo 1-dong - Gaepo 2-dong - Gaepo 3-dong - Gaepo 4-dong \| - Irwon 1-dong - Irwon 2-dong - Irwon bon-dong - Nonhyeon 1-dong - Nonhyeon 2-dong - Samseong 1-dong - Samseong 2-dong - Segok-dong - Sinsa-dong - Suseo-dong - Yeoksam 1-dong - Yeoksam 2-dong \| | |
| - Apgujeong 1-dong - Apgujeong 2-dong - Cheongdam 1-dong - Cheongdam 2-dong - Daechi 1-dong - Daechi 2-dong - Daechi 3-dong - Daechi 4-dong - Dogok 1-dong - Dogok 2-dong - Gaepo 1-dong - Gaepo 2-dong - Gaepo 3-dong - Gaepo 4-dong | - Irwon 1-dong - Irwon 2-dong - Irwon bon-dong - Nonhyeon 1-dong - Nonhyeon 2-dong - Samseong 1-dong - Samseong 2-dong - Segok-dong - Sinsa-dong - Suseo-dong - Yeoksam 1-dong - Yeoksam 2-dong |

## Educación
Corea del Sur es conocida por sus altos niveles de educación y su intensa competitividad en el acceso a la Universidad, y Gangnam está considerada la capital nacional de la educación, lo que la convierte en el destino educativo más atractivo del país. En 2010, cerca de un 6% de los candidatos admitidos en la Universidad Nacional de Seúl, considerada la mejor de Corea del Sur, fueron del distrito de Gangnam, cuando su población representa sólo un 1% de la del país.[12][13]
En 2008, el 22,7 por 1000 de los estudiantes del distrito fueron a estudiar al extranjero, frente a la media nacional del 3,6 por 1000 en el mismo período.[14]
El prestigio internacional de Gangnam ha atraído a muchos estudiantes extranjeros que buscan aprender la lengua coreana, convirtiendo a Corea del Sur en un floreciente destino de 'turismo de estudios'. Este interés por el distrito se ha notado tanto en escuelas locales tradicionales como la Academia Coreana de Seúl, como en las más recientes entidades de creación extranjera como la Lexis Korea.
Escuelas internacionales:
- Escuela Internacional de Corea, Seúl (Korea International School - Seoul).
- Escuela Internacional Academia de Seúl (Seoul Academy International School, 서울아카데미국제학교).

## Atracciones
- COEX-KWTC.
- Tumbas de Seolleung y Jeongneung (Seonjeongneung)
- Teheranno
- Museo del Kimchi

## Comunicaciones

### Ferroviarias
- Korail

- Línea de Bundang (Korail)

Seolleung — Hanti — Dogok — Guryong — Gaepo-dong — Daemosan — Suseo → (Songpa-gu)
- Metro de Seúl

- Línea 2 Euljiro Línea Circular (Circle Line)

(Songpa-gu) ← Samseong — Seolleung — Yeoksam — Gangnam → (Seocho-gu)
- Línea 3

(Seongdong-gu) ← Apgujeong — Sinsa → (Seocho-gu) → Maebong — Dogok — Daechi — Hangnyeoul — Daecheong — Irwon — Suseo
- Seoul Metropolitan Rapid Transit Corporation

- Línea 7

(Gwangjin-gu) ← Cheongdam — Gangnam-gu Office — Hak-dong — Nonhyeon → (Seocho-gu)

## Hermanamientos
| - Buyeo, Corea del Sur - Chaoyang, China - Icheon, Corea del Sur - Yeongju, Corea del Sur - Zhongshan, China | - Riverside, Estados Unidos - Fredericton, Canadá - Sinan, Corea del Sur - Tongyeong, Corea del Sur - Woluwe-Saint-Pierre, Bélgica |